# Arbre généalogique de la famille de Pétosiris
 (janvier 2017).
Sur cet arbre généalogique de la famille de Pétosiris, les noms féminins sont indiqués en italique.

## Arbre généalogique
| Q3 · D37 | D4 · Q1 · R8 |

| Q3 · D37 | D4 · Q1 · R8 |